# Brasão de Poá

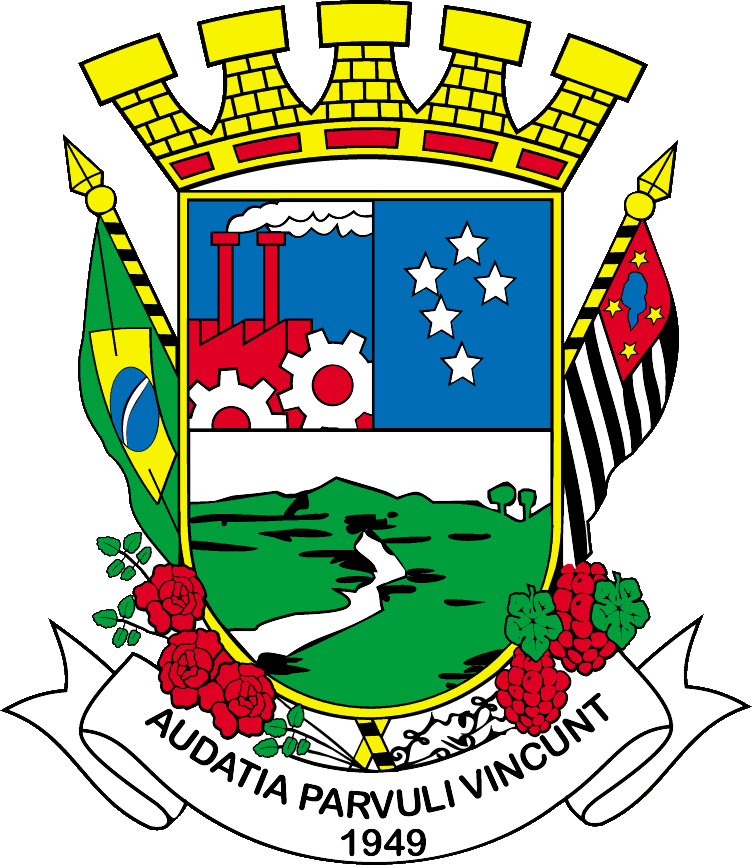
Brasão de armas.

O Brasão de armas do município de Poá, criado e elaborado por Afonso d'Escragnolle Taunay e Bruno de Azevedo, foi instituído pela lei municipal 278 de 7 de abril de 1953, na gestão do prefeito Guido Guida.

## Composição
A composição do brasão é a seguinte:
- Escudo redondo português com coroa mural, cortado;
- A direita um campo azul, *uma fábrica com duas chaminés fumegantes, ao natural e uma engrenagem de rodas simbolizando o trabalho;
- À esquerda, céu azul com as cinco estrelas do Cruzeiro do Sul, de prata; uma paisagem montanhosa representando o terreno acidentado e recôncavo que originou Poá com filete de água prata que figura a Água Mineral radioativa "Áurea";
- faixa preta com os dizeres "Audatia Parvuli Vincunt" - "26 de março de 1949" florida de rosas e uvas, produtos agrícolas do município. Como suportes a bandeira brasileira a direita e a paulista à esquerda.

### Descrição
- O escudo clássico português foi adotado para significar a origem lusitana.
- A coroa mural de cinco torres identifica o município sede da Comarca.
- As participações adotadas são justificadas pelo momento histórico e geográfico que se dá ao escudo.
- No primeiro a iconografia da fábrica e das engrenagens simbolizam o trabalho.
- No segundo a Constelação do Cruzeiro do Sul indicando a posição astral do município com a cruz das estrelas que emolduram o céu da Pátria.
- No terceiro as colinas de sinople (verde) representando o acidentado terreno e o recôncavo que dá a origem ao nome de Poá e o filete de água representa a água mineral existente no município.
- As rosas e uvas representam a produção agrícola do município. As bandeiras laterais demonstram o civismo do povo de Poá e os dizeres na faixa significa: "Os pequenos vencem pela audácia".